# 社会民主党 (日本 1901年)
社会民主党（しゃかいみんしゅとう）は、1901年（明治34年）に結成された日本最初の社会主義政党である。政府当局により、直後に結社禁止の処分を受けた。

## 概要
創立者は、片山潜、安部磯雄、木下尚江、幸徳秋水、河上清、西川光二郎の6名で、このうち幸徳を除く5名はキリスト教徒であった。党の幹事は、片山と木下の2名であった。
1901年（明治34年）5月18日結成。
党則の第1条に「我党は社会主義を実行するを以て目的とす」という一文を掲げた。
同時に、「人類同胞主義」、「軍備全廃」、「階級制度全廃」、「土地・資本の公有」、「交通機関の公有」、「公平な財富の分配」、参政権の平等」、「教育の公費負担」の8項目から構成される党の理想と、28項目からなる綱領を含んだ「社会民主党宣言書」を発表し、これが『労働世界』をはじめ『毎日新聞』、『万朝報』、『報知新聞』等に掲載された。
翌5月19日に幹事の木下が結成の届出を提出しようとしたが、警察は20日に木下を神田警察署に呼び出し、「社会民主党は安寧秩序に妨害ありと認むるを以て治安警察法第八条二項に依り其結社を禁止する旨内務大臣より達せられたり。右伝達す」という警視総監安楽兼道の命令書を手渡した。宣言書を掲載した新聞等は発禁になった。
こうして、社会民主党は結成の僅か2日後に禁止された。片山は、妻の出産が重なってこの時期の事務から外れていたらしく、後に、「20日に結成したところその日のうちに禁止にあった」という記事を執筆した。この「結成後2時間で禁止」というエピソードは、その後長く信じられた。もっとも、片山が指摘したように、警察が事前に社会民主党の結成を探知し、内務省が事前に禁止の方針を決定していたことは事実であった。官憲側から見れば、届出を受理した当日に禁止したのであるから「即日禁止」となる。
創設メンバーらは、直後6月3日に綱領を変更して「社会平民党」（しゃかいへいみんとう）を設立したが、これも即日禁止された。その運動は、社会主義協会（社会民主党結成以前から存在）と平民社に受け継がれていった。